# Panorama Mesdag
Panorama Mesdag är en panoramamålning av Hendrik Willem Mesdag (1831–1915) i form av ett cyklorama. Målningen visas i en museibyggnad, som uppfördes 1880–1881 för ändamålet i Haag.
Målningen har en yta på omkring 1 680 kvadratmeter. Den är drygt 14 meter hög och har en längd av 120 meter och är upphängd med en diameter på omkring 36 meter. Åskådarna ser målningen från en plattform i mitten av rummet. Dess motiv är från området vid byn Scheveningen i slutet av 1800-talet från ett perspektiv från Seinpost-sanddynen, som grävdes bort 1881. En förgrund i form av en konstgjord sanddyn runt åskådarplattformen döljer målningens nederkant och bidrar till känslan av att befinna sig på platsen för motivet.
Hendrik Willem Mesdag var en känd marinmålare, som tillhörde Haagskolan. Han fick 1890 i uppdrag av ett belgiskt företag att måla cykloramat. Detta gjorde han under fyra månader med hjälp av sin hustru Sina Mesdag-van Houten och flera målarstuderande, bland andra George Hendrik Breitner, och hängdes upp 1881 i museibyggnaden. Bolaget gick sedan i konkurs 1886, varefter Mesdag själv köpte målningen. 

## Fotogalleri

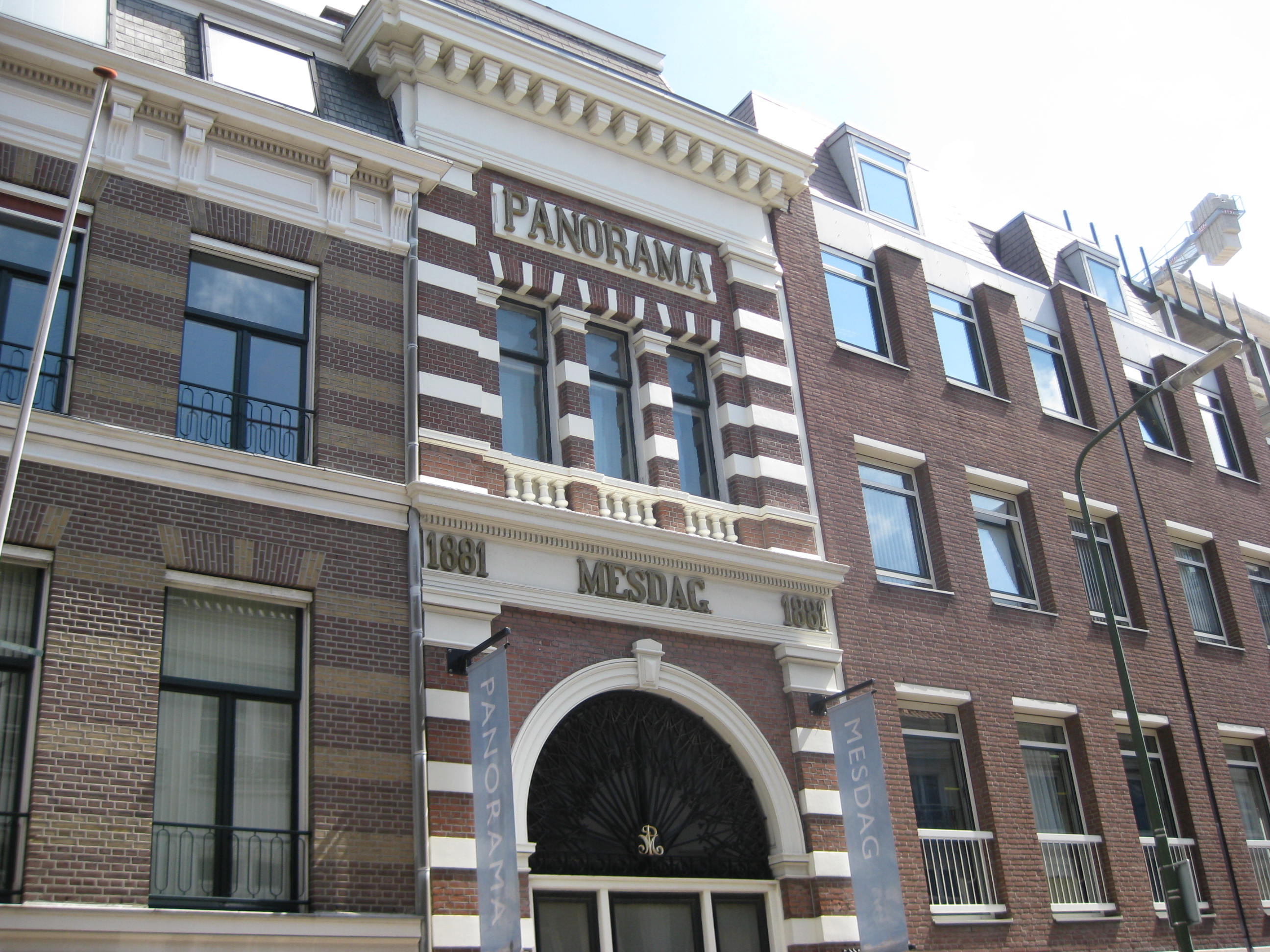
Ingång
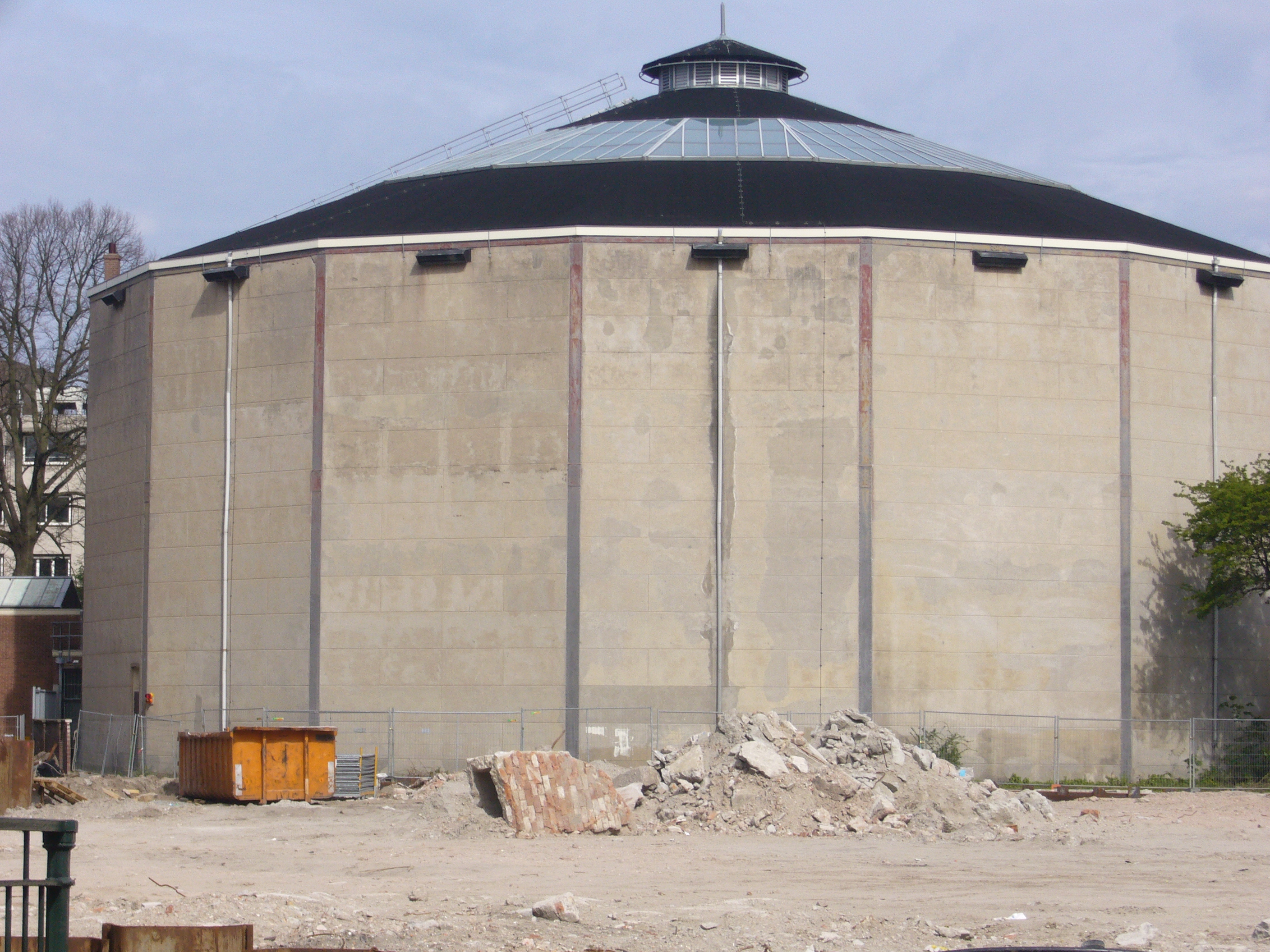
Exteriör
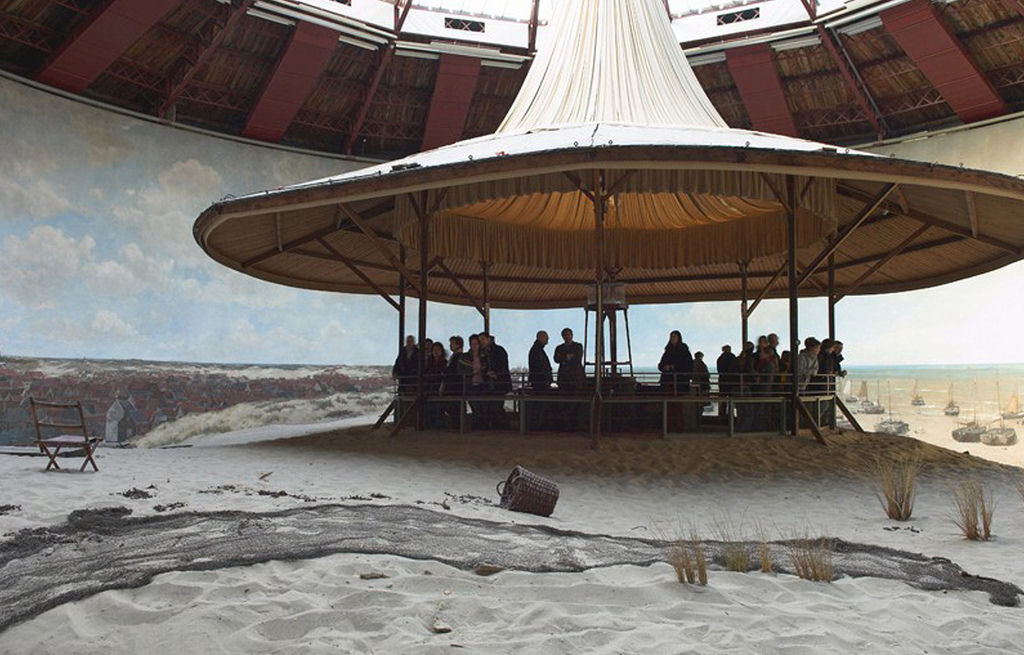
Interiör
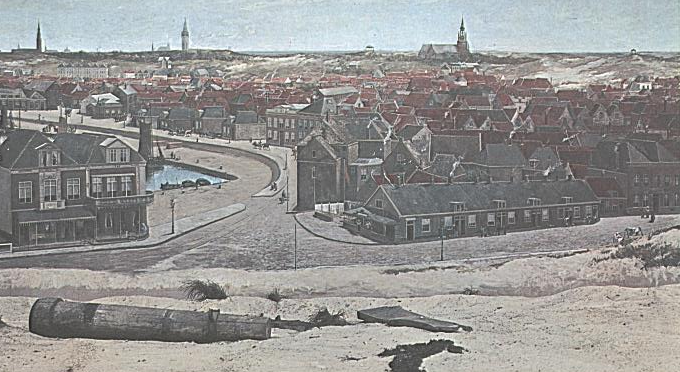
Byn Scheveningen
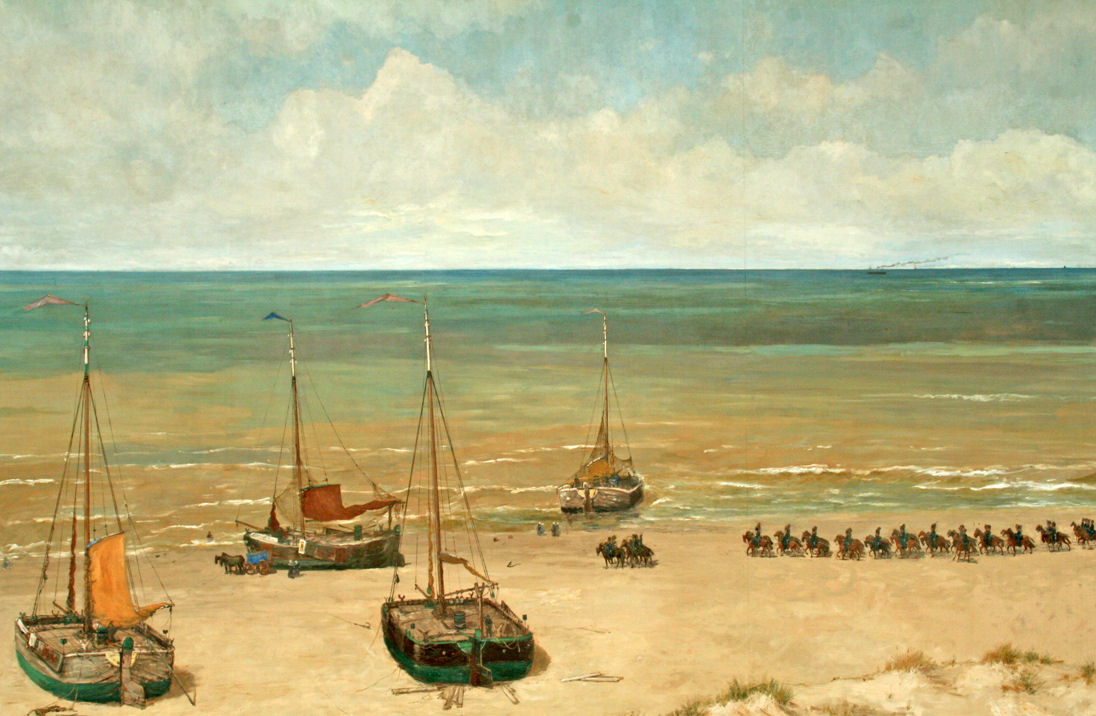
Detalj av målningen